# Mastrus
Mastrus is een geslacht van insecten uit de orde vliesvleugeligen (Hymenoptera) en de familie Ichneumonidae.

## Soorten
- M. aciculatus (Provancher, 1886)
- M. albiscapus (Ashmead, 1890)
- M. albobasalis (Schmiedeknecht, 1933)
- M. annulatus (Ashmead, 1890)
- M. atricornis (Strobl, 1901)
- M. autumnalis (Provancher, 1882)
- M. boreaphilus (Roman, 1939)
- M. carpocapsae (Cushman, 1915)
- M. clausus Horstmann, 1990
- M. costalis (Thomson, 1884)
- M. deminuens (Hartig, 1838)
- M. ecornutus Momoi, 1970
- M. extensor (Cushman, 1919)
- M. fukaii (Viereck, 1911)
- M. fumipennis (Thomson, 1884)
- M. gravipunctor Aubert, 1977
- M. hydrophilus (Ashmead, 1890)
- M. ineditus (Kokujev, 1909)
- M. intermedius (Cresson, 1872)
- M. laplantei Mason, 1968
- M. longicauda Horstmann, 1990
- M. longulus Horstmann, 1990
- M. mandibularis Horstmann, 1990
- M. melanocephalus (Smits van Burgst, 1913)
- M. molestae (Uchida, 1933)
- M. montanus Horstmann, 1990
- M. mucronatus (Provancher, 1886)
- M. nigridens Horstmann, 1990
- M. nigrus Sheng & Zeng, 2010
- M. oshimensis (Uchida, 1930)
- M. parviceps (Hellen, 1967)
- M. pastranai (Millan & de Santis, 1958)
- M. pictipes (Gravenhorst, 1829)
- M. pilifrons (Provancher, 1879)
- M. polychrosidis (Cushman, 1919)
- M. ridens Horstmann, 2009
- M. ridibundus (Gravenhorst, 1829)
- M. rubitergator Aubert, 1977
- M. rubricornis (Ashmead, 1890)
- M. rufipes (Ashmead, 1902)
- M. rufobasalis (Habermehl, 1920)
- M. rufulus (Thomson, 1884)
- M. rugotergalis Sheng & Zeng, 2010
- M. sanguinatorius (Habermehl, 1920)
- M. silbernageli (Kiss, 1929)
- M. smithii (Packard, 1865)
- M. sordipes (Gravenhorst, 1829)
- M. subspinosus (Provancher, 1882)
- M. sugiharai (Uchida, 1936)
- M. takadai Momoi, 1970
- M. tenuibasalis (Uchida, 1940)
- M. tenuicosta (Thomson, 1884)
- M. varicoxis (Taschenberg, 1865)